# آن ورنون
آن ورنون (فرانسوی: Anne Vernon‎؛ زادهٔ ۷ ژانویهٔ ۱۹۲۴) با نام اصلی ادیت آنتوانت الکساندرین وینیو بازیگر بازنشسته اهل فرانسه است که بین سال‌های ۱۹۴۸ تا ۱۹۷۰ در ۴۰ فیلم ظاهر شد، از جمله سه فیلم که در بخش مسابقه اصلی جشنواره فیلم کن حضور داشتند. او در فیلم‌هایی از کشورهای مختلف از جمله فرانسه، بریتانیا، ایتالیا و ایالات متحده آمریکا بازی کرده است. تا سال ۲۰۲۵، باور بر این است که او یکی از آخرین ستارگان زن بازمانده سینمای دهه ۱۹۴۰ است.
از فیلم‌ها یا برنامه‌های تلویزیونی که وی در آن نقش داشته‌است، می‌توان به چترهای شربورگ و ژنرال دلا روره اشاره کرد.